# Allium ericetorum
Allium ericetorum — вид рослин з родини амарилісових (Amaryllidaceae), поширений у Європі від Португалії до Карпат.

## Опис

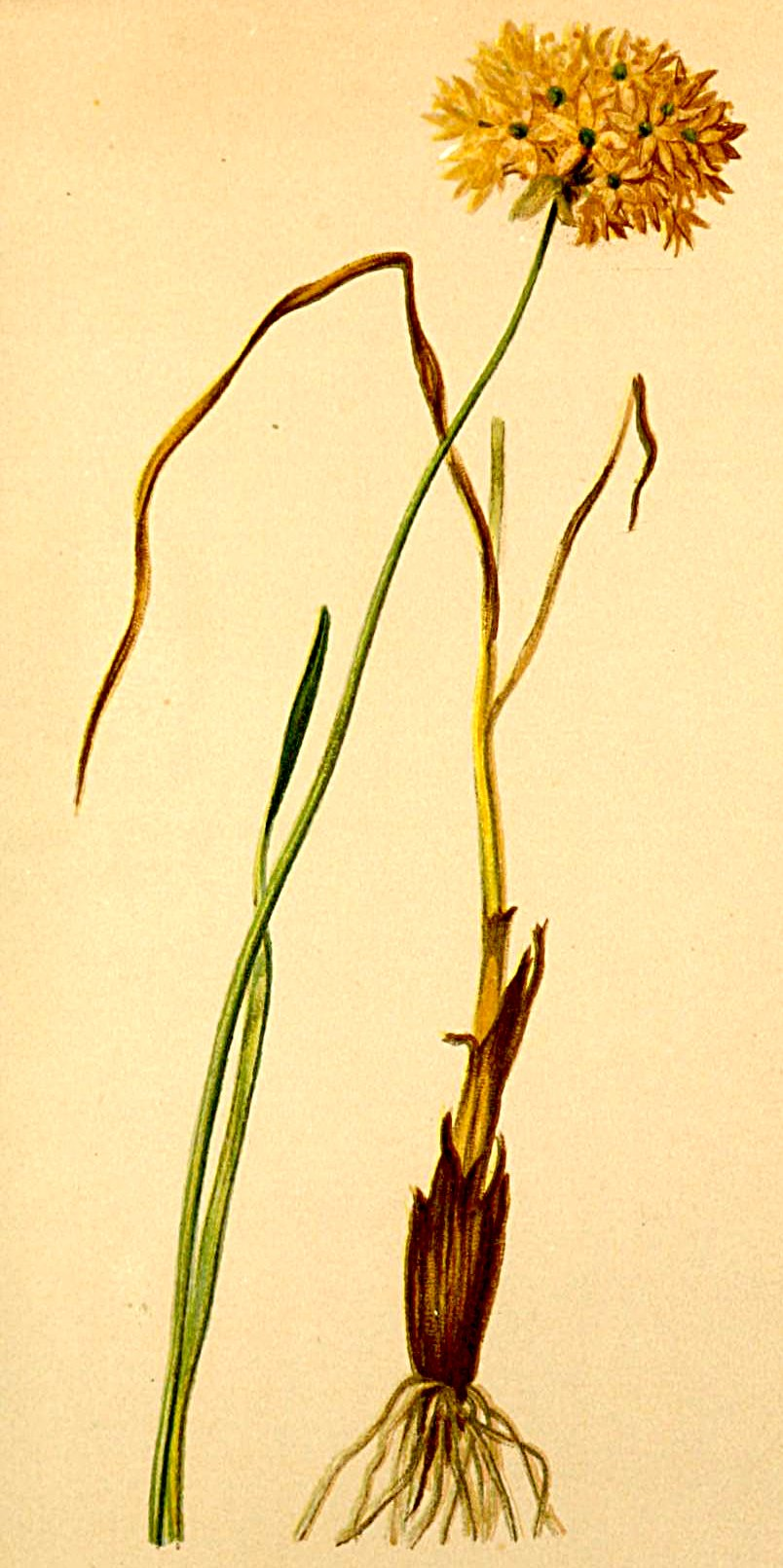
ілюстрація

Цибулини 18–43 × 6–17 мм, одиночні або групами по 2–3. Стебло 10–49 см, має круглий переріз. Листків 2–6, розташовані вздовж нижньої третини стебла, голі, без черешка; листові пластини 9.2–23 x (0.16)0.24–0.34(0.44) см, плоскі, лінійні, тупі. Суцвіття 14–32 × 19–34 мм, кулясті, щільні, 15–45 дзвіночкоподібних квіток. Листочки оцвітини білі чи з рожевими ділянками у напрямку до верхівки та жилці. Пиляки 1–1.5 × 0.5–0.8 мм, білі, рожеві або фіолетові. Плід 4.3–5.7 × 3.6–5 мм, 2-насінний. Насіння 3.5–4.6 × 1.6–2.1 мм, чорного кольору. 2n = 16, 32.

## Поширення
Поширений у Європі від Португалії до Карпат.
Населяє пустки й кам'янисті місця.
У Словаччині вид має статус CR. У Франції цей вид охороняється на регіональному рівні. У Португалії рекомендовано включення виду до планів управління охоронними територіями, де він трапляється.